# Bogucice Drugie
Bogucice Drugie – wieś w Polsce, położona w województwie świętokrzyskim, w powiecie pińczowskim, w gminie Pińczów.
W latach 1975–1998 miejscowość administracyjnie należała do województwa kieleckiego, w latach 1973-76 w gminie Gacki.

## Integralne części wsi
| SIMC    | Nazwa            | Rodzaj      |
| ------- | ---------------- | ----------- |
| 0262622 | Bogucice         | osada leśna |
| 0262639 | Kamień           | część wsi   |
| 0262645 | Parcelacja Druga | część wsi   |
| 0262651 | Szosa            | część wsi   |

## Historia
Wieś osadzona w wieku XII.
Bogucice (dziś “Bogucice Pierwsze i Drugie”) – wieś, donacja, nad rzeką Nidą w powiecie pińczowskim, gmina Zagość, parafia Bogucice. Leży przy drodze bitej z Pińczowa do Buska.
Kościół parafialny rozpoczął budować w końcu XII w Kazimierz Sprawiedliwy. (Długosz L.B. I 423). Dalej roboty prowadzono w wieku XV, ale dopiero w roku 1633 kościół został wyświęcony.
W wieku XIX była tu szkoła początkowa.

Według spisu ludności z roku 1827 było tu 102 domy 576 mieszkańców. 

Natomiast według spisu ludności z roku 1859 mieszkańców było 640 mieszkających w 125 domach. Obszar ziemi zajmowany przez wieś w XIX wieku wynosił 3114 mórg. Okoliczni mieszkańcy trudnili się wydobywaniem gipsu zajmując się również jego wypalaniem i handlem.

## Obszar ochrony uzdrowiskowej
W 2024 r. sołectwo Bogucice Drugie wraz z częścią miasta Pińczowa – Osiedlem Zdrojowym, częścią sołectwa Włochy – Osiedlem Górki-Włochy i sołectwami: Pasturka oraz Grochowiska uzyskało na mocy rozporządzenia Rady Ministrów status obszaru ochrony uzdrowiskowej („Obszar Ochrony Uzdrowiskowej Pińczów”).